# Príncipe
Príncipe (portugiesisch für „Fürst“, „Prinz“), deutsch Prinzeninsel, ist die nördlichere der beiden Hauptinseln von São Tomé und Príncipe. Sie bildet gleichzeitig mit umliegenden kleineren Inseln die Autonome Region Príncipe (seit dem 29. April 1995) sowie dem deckungsgleichen Distrikt Pagué mit der Hauptstadt Santo António.
Der Flughafen Príncipe liegt im Norden der Insel. Die principensische Sprache, die ursprüngliche Sprache der Insel, ist vom Aussterben bedroht und wird weitgehend durch die standardportugiesische Sprache verdrängt.
2012 wurde die Insel in die Liste der UNESCO-Biosphärenreservate aufgenommen.

## Geographie
Die Insel liegt äquatornah, westlich von Afrika im Golf von Guinea, etwa 150 km nordnordöstlich der Insel São Tomé. Die Fläche der Insel beträgt 136 km², die der Autonomen Region 142 km² (einschließlich der zur Autonomen Region gehörenden Nachbarinseln). Davon gehören 85 km² zum Parque Natural Obô do Príncipe. Der Pico do Príncipe ist mit 948 m die höchste Erhebung der Insel. Es leben etwa 7500 Menschen auf Príncipe.

## Geschichte
Als Entdecker der Insel gilt der portugiesische Seefahrer João de Santarém. Er handelte im Auftrag des Kaufmanns Fernão Gomes, welcher vom portugiesischen König Alfons V. das Recht erworben hat, jährlich 100 Leguas afrikanischer Küste im Namen der portugiesischen Krone, jedoch auf eigene Kosten, zu erkunden. Er entdeckte Principe am 17. Januar 1472. Zunächst wurde die Insel Santo António oder auch Antão genannt, 1502 erhielt sie ihren heutigen Namen.
Arthur Stanley Eddington gelang auf der Insel 1919 während einer Sonnenfinsternis die experimentelle Bestätigung der allgemeinen Relativitätstheorie.

## Fauna
Folgende Vogelarten sind auf Príncipe endemisch: der Príncipezwergfischer (Alcedo nais), der Prinzendrossling (Horizorhinus dohrni), der Hartlaubnektarvogel (Anabathmis hartlaubii), der Silberbrillenvogel (Speirops leucophaeus), der Prinzenweber (Ploceus princeps), der Prinzenglanzstar (Lamprotornis ornatus), die Príncipe-Drossel (Turdus xanthorhynchus) und die Príncipe-Zwergohreule (Otus bikegila).

## Kleine Inseln
- Ilhéu Bom Bom
- Ilhéu Caroço
- Tinhosa Grande
- Tinhosa Pequena

## Gemeinden
- Santo António (Einwohner: 1156)

## Nachweise
1. ↑  Ana Maria Luciano Barreira: Cooperação Descentralizada Príncipe – Portugal: Eficiência da Existência de Redes de Cooperação, Universidade Técnica de Lisboa 2010, S. 42–43
2. ↑  Artenvielfalt: »Geist des Waldes« manifestiert sich. Abgerufen am 3. November 2022.